# Viêm toàn bộ tiểu phế quản lan tỏa
Viêm toàn bộ tiểu phế quản lan tỏa (Diffuse panbronchiolitis (DPB)) là một bệnh viêm phổi không rõ nguyên nhân. Nó là một hình thức viêm viêm tiểu phế quản tiến triển và nghiêm trọng, một tình trạng viêm phế quản (khí quản nhỏ trong phổi). Thuật ngữ khuếch tán hạn có nghĩa rằng các tổn thương xuất hiện trong khắp cả hai lá phổi, trong khi panbronchiolitis đề cập đến viêm tìm thấy trong tất cả các lớp của các phế quản hô hấp (những lớp liên quan trong trao đổi khí). DPB gây ra viêm nặng và tổn thương giống như hạch của nhánh cuối phế quản, viêm xoang mãn tính, và ho dữ dội với số lượng đờm lớn.
Căn bệnh này được cho là xảy ra khi có sự nhạy cảm, hoặc thiếu một kháng hệ thống miễn dịch, vi khuẩn gây ra DBP hoặc virus gây ra bởi các gen được tìm thấy chủ yếu ở những người có nguồn gốc Đông Á. Tỷ lệ cao nhất xảy ra giữa người Nhật, tiếp theo là người Triều Tiên. DPB xảy ra thường xuyên hơn ở nam giới, và thường bắt đầu khoảng 40 tuổi. Nó được công nhận là một bệnh mới khác biệt trong đầu những năm 1960, và được chính thức được đặt tên là Viêm toàn bộ tiểu phế quản lan tỏa vào năm 1969.
Nếu không chữa trị, DPB tiến triển sang giãn phế quản, phổi một trạng thái phổi không thể đảo ngược liên quan đến việc mở rộng của phế quản, và tổng hợp của chất nhầy trong đường nhánh cuối phế quản. Điều trị hàng ngày của DPB với kháng sinh nhóm macrolid như erythromycin giúp giảm bớt các triệu chứng và làm tăng thời gian sống sót, nhưng căn bệnh này hiện đang không có phương thức chữa trị. Kết quả cuối cùng của DPB có thể được suy hô hấp và các vấn đề về tim.